# Aviación del Ejército del Perú
L'Aviación del Ejército del Perú è la componente d'aviazione dell'Esercito peruviano.

## Storia
L'attuale Aviazione dell'Esercito Peruviano, fu creata con il Decreto Supremo N. DS 009-77/GU come Gruppo di Aviazione Leggera (GALE), il 27 marzo 1973, ed ebbe come primo comandante il colonnello José Vásquez Pancorvo. Alla sua costituzione, essa era composta da 15 piloti e più di 30 specialisti. Le operazioni, iniziarono nella stessa sede dell'allora Servizio Aeronavale, ovvero sull'Aeroporto Internazionale della capitale, il “Jorge Chávez”, con 8 elicotteri Aérospatiale SA 318C Alouette II che arrivarono nel paese alla fine del 1974.
Nello stesso anno furono ordinati 30 elicotteri di produzione sovietica Mi-8T Hip-C, che arrivarono via mare nel novembre del 1975. Dopo essere stati assemblati con la consulenza di tecnici e specialisti russi, i primi 14 esemplari iniziarono ad essere incorporati a partire dal gennaio dell'anno successivo. Dei restanti 16, almeno 10 furono assemblati e incorporati nel 1977, gli altri rimasero nei loro box, inutilizzati, per essere definitivamente incorporati tra il 1979 e il 1980.
Nel 1977, con il Decreto Supremo n. 009-77 del 10 giugno, il Gruppo dell'Aviazione Leggera dell'Esercito cambiò il proprio nome in Aviazione dell'Esercito, al comando della quale fu nominato il generale di brigata José Balta Vivanco. Al momento del cambio di denominazione, erano stati incorporati anche 1 Beechcraft 65 Queen Air per il trasporto VIP e 3 Helio 395 Super Courier.
Nel 1979, poi, venne aggiunto alla flotta anche un Cessna 152.

### Conflitto dell'Alto Comaina e battesimo del fuoco
Durante il cosiddetto Conflitto dell'Alto Comaina, che si svolse tra il 22 gennaio e il 21 febbraio del 1981, l'Aviazione dell'Esercito ricevette anche il suo battesimo del fuoco. Un Mi-8T, in quella che fu considerata la prima operazione eliportata nella regione, attaccò le truppe ecuadoriane che avevano invaso la regione. Le azioni, in coordinamento con i Bell 212 e Mi-8T dell'Aeronautica Militare peruviana, permisero alle truppe peruviane di scacciare gli invasori. Il conflitto si concluse con la perdita di 2 Mi-8T, identificati con le matricole EP-561 ed EP-576.

### Anni ottanta e nuove forniture
Nel 1982, per rimpiazzare gli elicotteri persi in combattimento e in incidenti, furino consegnati altri 5 Mi-8T. Nel 1984 arrivò anche 1 Bell 412HP (successivamente trasferito all'Aeronautica Militare) e venne concluso un contratto con l'URSS per 15 nuovi Mi-17-1B Hip-H, una versione modernizzata del Mi-8T. Consegnati tra il 1985 e il 1986, i nuovi elicotteri furono destinati alle operazioni controsovversive nell'Alto Huallaga, zona in cui operavano Sendero Luminoso e il Movimento Rivoluzionario Tupac Amaru.
Nello stesso periodo furono incorporati nuovi velivoli del produttore americano Cessna destinati alle missioni di collegamento e di addestramento: 5 tra U206 e U206G Stationair, 2 TU206G Turbo Stationair II, 1 337G Skymaster e, infine, 1 421 Golden Eagle. Nel 1987, fu la volta di 1 Cessna 150C.

### Anni novanta: nuove consegne e Conflitto di Alto Cenepa
Nel 1990 ricevette altri 14 Mi-17-1B e nel dicembre dello stesso anno furono consegnati i primi 4 Enstrom F-28F Falcon per l'addestramento dei piloti e 1 ulteriore Cessna 206. Nel 1991 furono consegnati 5 Agusta A109K per l'esplorazione avanzata e la ricognizione, seguiti, pochi mesi dopo da altri 6 F-28F, che furono assegnati alla neonata Scuola di Aviazione dell'Esercito presso l'aeroporto Capitano FAP Hernán Turke Podesta, a Moquegua.
Nel dicembre del 1994, l'Aviazione dell'Esercito accrebbe in maniera importante le sue capacità di trasporto con 3 aerei da trasporto tattico Antonov An-32B Cline, 2 Cessna T303 Crusader, 1 Piper PA-31T Cheyenne e 1 Piper PA-34-200T Seneca II. Vennero acquistati anche 6 Mi-17-1B di seconda mano, ma della versione civile Mi-8MTV-1, dotata di radar meteorologico per operazioni in quota. Man mano che venivano inglobate, cinque vennero modificate e dotate di finestrini quadrati, e uno di questi venne messo a disposizione della Presidenza della Repubblica. Chiusero l'elenco delle nuove acquisizioni ulteriori 3 Cessna 152.
L'aviazione dell'Esercito Peruviano fu nuovamente messa a dura prova durante il Conflitto dell'Alto Cenepa, avvenuto tra il 26 gennaio e il 28 febbraio del 1995. Il conflitto vide l'impiego di elicotteri Mi-8T e il Mi-17-1B, armati con UB-32-57 e PK/PKM. Anche questa volta ci furono delle perdite, in particolare due Mi-8T (registrazioni EP 587 e EP 547), abbattuti dai missili antiaerei MANPADS, e un Mi-17-1B, perso in un incidente operativo durante una missione di supporto e rifornimento.
Successivamente al conflitto, ci furono nuove e rapide acquisizioni, questo per recuperare capacità le operative, vista la possibilità di una ripresa delle ostilità. Pertanto, a marzo furono aggiunti altri 10 Mi-8MTV-1 (Mi-17-1B) Hip-H e, nei primi mesi del 1996, 3 Mi-26TM Halo-C. L'anno seguentr, fu la volta di un altro An-32B e di 1 Beechcraft 350 Super King Air.
Nel 1999, poi, attingendo dal mercato dell'usato, furono acquistati ulteriori 14 elicotteri Mil: 2 Mi-8MTV-1 (Mi-17-1B) e 12 Mi-2T Hoplite, prodotti su licenza dalla polacca PZL–Swidnik ed usati entrambi i modelli per missioni di collegamento. Furono inoltre acquistati: 2 Antonov An-28TD Cash; 1 Cessna 208B Grand Caravan dotato di skid per operare nei fiumi della Regione Amazzonica; e 6 Ilyushin Il-103 per l'addestramento dei piloti.

### Gli anni duemila
Nell'agosto 2000 fu consegnato 1 Let-410UVP con capacità di decollo e atterraggio su piste corte, che sarebbe stato utilizzato per il trasporto del personale.
A partire dal 2003, tramite il Decreto Supremo n. 027-DE/EP, cambiò il suo nome in 1ª Brigata Aerea dell'Esercito, che cambierà nuovamente in Aviazione dell'Esercito alla fine del 2012, con l'approvazione del Decreto Legislativo n. 1137, dispositivo giuridico che la istitui come Organo di Linea, divenendo direttamente dipendente dal Comando Generale. A metà del 2011, furono incorporati direttamente dalla Russia 3 Mi-171Sh Hip-H, destinati ad operazioni controsovversive nel VRAEM (Valle dei fiumi Apurímac, Ene e Mantaro).
Quell'anno, inoltre, vennero acquisiti 1 Hawker-Beechcraft 1900D, 2 Cessna 172SP Skyhawk, oltre a 4 elicotteri da addestramento: 2 Robinson R44 Raven II e 2 Enstrom F-280FX Shark. Nel dicembre 2013, attraverso il programma di recupero della capacità operativa per il trasporto aereo e il supporto alle truppe a terra con velivoli ad ala rotante, fu completata una delle acquisizioni più importanti, ovvero quella di 24 Mi-171Sh-P, adatti sia a missioni di trasporto che di combattimento. Infine, nel 2014, furono acquisiti ulteriori 2 F-280FX Shark e 1 Cessna Citation 560XL di seconda mano, che furono consegnati a metà 2015, e configurati per svolgere sia missioni di trasporto che di evacuazione medica.

## Organizzazione
- Batallón de Reconocimiento y Ataque “Coronel Javier Da Cruz del Águila” n.º 811
- Batallón de Asalto y Transporte “Capitán Julio Alberto Ponce Antúnez de Mayolo” n.º 811
- Batallón de Asalto y Transporte “Teniente Coronel Gustavo Escudero Otero” n.º 821
- Batallón de Aviones “Capitán Juan O’ Connor Guevara” n.º 811
- Batallón de Servicios “Capitán Augusto Gutiérrez Mendoza” n.º 800
- Compañía Comando “Capitán José Soto Merino” n.º 800
- Compañía Comunicaciones “Suboficial de 1ra Rubén de la Cruz Huarcaya” n.º 800
- Compañía Policía Militar “Técnico de 3ra José Castillo Velarde” n.º 800

## Mezzi aerei
Sezione aggiornata annualmente in base al World Air Force di Flightglobal del corrente anno. Tale dossier non contempla UAV, aerei da trasporto VIP ed eventuali incidenti accorsi durante l'anno della sua pubblicazione. Modifiche giornaliere o mensili che potrebbero portare a discordanze nel tipo di modelli in servizio e nel loro numero rispetto a WAF, vengono apportate in base a siti specializzati, periodici mensili e bimestrali. Tali modifiche vengono apportate onde rendere quanto più aggiornata la tabella.
| Aeromobile              | Origine     | Tipo                        | Versione (denominazione locale) | In servizio (2024) | Note | Immagine |
| Aerei da trasporto      |             |                             |                                 |                    | |          |
| Antonov An-32 Cline     | Ucraina     | aereo da trasporto          | An-32B                          | 3                  | 4 An-32B ricevuti; tre nel dicembre del 1994; uno nel 1997. Un An-32B ritirato dal servizio nel 2013 per esaurimento delle ore di volo stabilite dal costruttore, è stato riportato in condizioni di volo a luglio 2023. |          |
| Beechcraft 1900         | Stati Uniti | aereo da trasporto          | B1900D                          | 1                  | 1 B1900D acquistato nel 2011. |          |
| Cessna 208 Caravan      | Stati Uniti | aereo da trasporto leggero  | C208B                           | 1                  | 1 Cessna 208B Grand Caravan ricevuto nel 1999. |          |
| Cessna Citation Excel   | Stati Uniti | aereo da trasportoMedEvac   | Citation XLS                    | 1                  | 1 Citation 560XL acquistato nel 2014 di seconda mano. |          |
| Beechcraft King Air 350 | Stati Uniti | aereo da trasporto leggero  | B350                            | 1                  | 1 B350 consegnato nel 1997. |          |
| Cessna U206 Stationair  | Stati Uniti | aereo da trasporto leggero  | U206G                           | 1                  | 5 U206G ricevuti a partire dal 1985. |          |
| Aerei da addestramento  |             |                             |                                 |                    | |          |
| Cessna 172 Skyhawk      | Stati Uniti | aereo da addestramento      | C172SP                          | 2                  | 2 Cessna 172 ricevuti nel 2011. |          |
| Cessna 152              | Stati Uniti | aereo da addestramento      | C152                            | 3                  | 4 Cessna 152 ricevuti, uno nel 1979 e tre nel 1994. |          |
| Cessna 182              | Stati Uniti | aereo da addestramento      | C182T                           | 1                  | |          |
| Cessna U206 Stationair  | Stati Uniti | aereo da addestramento      | TU206G                          | 1                  | 2 TU206G ricevuti a partire dal 1985, in passato utilizzati anche come aerei da collegamento. |          |
| Elicotteri              |             |                             |                                 |                    | |          |
| Mil Mi-17 Hip           | Russia      | elicottero da trasporto     | Mi-8TMi-17-1BMi-171ShMi-171Sh-P | 120223             | 30 Mi-8T ordinati nel 1974, con consegne iniziate nel novembre del 1975. I primi 14 dei quali entrarono in servizio nel gennaio del 1976, 10 nel 1977 e gli ultimi 6 tra il 1979 e il 1980. Ulteriori 5 Mi-8T ordinati nel 1982 per sostituire unità perse in combattimento e in incidenti. Nel 1984 furono ordinati 15 Mi-17-1B Hip H (versione modernizzata del Mi-8T), che furono consegnati tra il 1985 e il 1986. Ulteriori 14 Mi-17-1B furono consegnati nel 1990. 6 Mi-17-1B di seconda mano (ma equivalenti alla versione civile Mi-8MTV-1) vengono presi in carico nel 1994-95, uno dei quali fu messo a disposizione della Presidenza della Repubblica. Altri 10 Mi-17-1B Hip H ricevuti nei primi mesi del 1996. Nel 1999 ulteriori 2 Mi-17-1B sono stati acquistati sul mercato dell'usato. 3 Mi-171Sh ricevuti a metà 2011, più 24 Mi-171Sh-P ordinati il 10 dicembre 2013, e consegnati tra il novembre 2014 ed il novembre 2015, due persi in incidenti. Quattro Mi-17-1B riportati in condizioni di volo a maggio 2024. |          |
| AgustaWestland AW109    | Italia      | elicottero utility          | AW109K2                         | 3                  | 12 A109K consegnati, i primi cinque dei quali entrati in servizio a partire dal 1991 ed utilizzati per l'attacco leggero. Uno dei 2 AW109K2 in servizio a tutto il dicembre 2020, è andato perso il 22 gennaio 2021. Due esemplari sono stati riportati in condizioni di volo a maggio 2024. |          |
| Enstrom 280             | Stati Uniti | elicottero da addestramento | F-280FX                         | 1                  | 2 F-280FX ricevuti nel 2011, più ulteriori 2 acquistati nel 2014. Uno dei due esemplari in servizio al dicembre 2018 è precipitato a gennaio 2019. |          |
| Enstrom F-28            | Stati Uniti | elicottero da addestramento | F-28F                           | 2                  | 4 Enstrom F-28F ricevuti nel dicembre del 1990, più ulteriori 6 nel 1991. |          |
| Robinson R44 Raven II   | Stati Uniti | elicottero da addestramento | R44                             | 1                  | 2 R-44 Raven II ricevuti nel 2011. |          |

### Aeromobili ritirati
- Let L 410UVP - 1 esemplare (2000-?)[1]
- Antonov An-28TD Cash - 2 esemplari (1999-?)[1]
- Ilyushin Il-103 - 6 esemplari (1999-?)[1]
- PZL-Swidnik Mi-2T Hoplite - 12 esemplari (1999-?)[1]
- Mil Mi-26TM Halo - 3 esemplari (1996-2020)[1][11]
- Cessna T303 Crusader - 2 esemplari (1994-?)[1]
- Piper PA-31T Cheyenne - 1 esemplare (1994-?)[1]
- Piper PA-34-200T Seneca II - 1 esemplare (1994-?)[1]
- Cessna 150C - 1 esemplare (1987-?)[1]
- Cessna 421 Golden Eagle - 1 esemplare (1985-?)[1]
- Cessna 337G Skymaster - 1 esemplare (1985-?)[1]
- Aérospatiale SA 318C Alouette II - 8 esemplari (1974-?)[1]
- Beechcraft Queen Air - 1 esemplare (?-?)[1]
- Helio 395 Super Courier - 3 esemplari (?-?)[1]